# 2009年纽约州第二十国会选区特别选举
2009年纽约州第二十国会选区特别选举于2009年3月31日举行，旨在为纽约州第二十国会选区选派联邦众议员，填补前任议员陆天娜于2009年1月出任联邦参议员后出现的席位空缺。该州联邦参议员希拉里·罗德姆·克林顿此前接受总统贝拉克·奥巴马提名出任国务卿一职，州长大卫·帕特森任命陆天娜填补空缺。参选的两大党派候选人分别是民主党人、私营商户斯科特·墨菲，以及共和党人、纽约州众议院少数党领袖吉姆·泰迪斯科。此外，自由党人埃里克·桑德沃尔起初以第三党候选人身份参选，但没能进入最后的较量。
第二十国会选区历来倾于保守，竞选早期的民調表明泰迪斯科胜算较大，但到了2009年2月，选举已是胜负难料。共和党将这场选举视为对总统奥巴马经济政策的全民公决，因此为泰迪斯科的竞选注入重资，还出动多位知名共和党政治领袖——如前联邦众议院议长纽特·金里奇、国会少数党领袖约翰·博纳、以及前纽约州州长乔治·保陶基为候选人摇旗呐喊。民主党则以总统奥巴马、副总统乔·拜登，以及联邦参议员陆天娜的支持来应战。
竞选期间出现的主要议题包括：各候选人对总统奥巴马经济刺激计划的立场，泰迪斯科直到竞选后期才对此表态反对，墨菲则表示支持。泰迪批评这一经济刺激计划是美国国际集团巨额奖金丑闻爆发的潜在因素，他的竞选团队还指称墨菲在20世纪90年代创办公司时没有依法纳税。墨菲则经常以泰迪斯科的主要住所并不在第二十国会选区内来展开进攻。
选举结果非常接近，领先位置几度易主，难解难分，甚至一度出现两位候选人各得7万7225票的平局。最终打破僵局的是缺席投票，经联邦司法部起诉后，缺席投票的接收有效期延至4月13日。泰迪斯科起初有小幅领先，但到了4月10日，领先位置已由墨菲占据，4月23日时，墨菲的领先优势已有401票，泰迪斯科于是在次日承认落败，墨菲于4月29日宣誓就职。媒体报道认为，民主党在2008年11月的胜利，以及墨菲对经济刺激计划的明确支持，都是他赢得这场特别选举的重要原因。

## 背景
2009年时，纽约州第二十国会选区包括哥伦比亚县、达奇斯县、特拉华县、艾塞克斯县、格林县、奥齐戈县、伦塞勒县、萨拉托加县、沃伦县和华盛顿县的全部或部分地区。这裡历来政情保守，被认为是共和党的稳得议席。但到了2006年中期选举时，蓝狗民主党人陆天娜战胜在任共和党议员约翰·斯威尼（John E. Sweeney），成为近四分之一个世纪以来该选区的首位民主党国会议员。2008年11月，选区内的共和党登记选民数有7万零632人，超过其它党派，但与2002年州议会刚划好选区分界线时的9万3337名登记选民相比还是有较大幅度下降。共和党候选人乔治·沃克·布什曾在2004年大选中以8个百分点的优势赢得第二十选区，但到了2008年大选时，民主党候选人贝拉克·奥巴马又以3%的优势胜出，共计33万余张选票中支持奥巴马的要多近万张。2008年，陆天娜以多达24个百分点的优势赢得连任，相当于2006年选举胜出幅度的4倍。
贝拉克·奥巴马赢得选举后首先就决定提名纽约州联邦参议员希拉里·罗德姆·克林顿出任国务卿，克利顿还曾是民主党总统候选人初选中奥巴马的主要对手，她接受新总统提名，辞去联邦参议员职务。2009年1月，纽约州州长大衛·帕特森任命第二十选区联邦众议员陆天娜继任克林顿的参议员席位，陆天娜的席位因此出缺。2009年2月23日，帕特森发布公告，把举行特别选举的日期定在2009年3月31日。根据纽约州法律，帕特森并不需要在这个时候发布公告宣布特别选举的日期，只需在2010年7月前公告即可。罗滕伯格政治报告和库克政治报告都表明，这场特别选举胜负难料。

## 候选人
与通常的党内初选不同，这次选举中各党派的候选人是经各县委员会的权重票推选。各县的投票权重由其相应党派的注册选民人数决定，选民人数越多，该县的投票权重就越大，反之则越小。

### 共和党
纽约州参议员贝蒂·利特尔（Betty Little）和前州议会少数党领袖、2006年州长选举共和党候选人约翰·法索（John Faso）都曾加入联邦众议员席位共和党提名的争夺。纽约市市长迈克尔·布隆伯格的前任助理理查德·韦杰（Richard Wager）、以及州参议员斯蒂芬·沙兰德（Stephen Saland）也曾是潜在人选。前纽约州务卿、2008年联邦众议员候选人亚历山大·“桑迪”·崔德威（Alexander "Sandy" Treadwell）都宣布不会参选。1月24日，萨拉托加县共和党委员会主席表态支持州众议院少数党领袖吉姆·泰迪斯科（Jim Tedisco），格林县共和党则支持法索。
2009年1月27日，吉姆·泰迪斯科脱颖而出，获得共和党提名。他本是纽约州第110州议会选区的议员，该选区占有萨拉托加县的相当一部分地区。泰迪斯科在萨拉托加斯普林斯（Saratoga Springs）拥有一套房产，但他大部分时间并不是住在萨拉托加县，这在之后成为竞选期间的重要议题，他代表的州选区大部分地区都与第二十国会选区重叠。

### 民主党
1月31日，《明星邮报》（The Post-Star）报道称民主党已将潜在人选从超过24人减少到6人。民主党主席于2月1日与6位候选人在一家餐厅会面，最终入选的是纽约上州创投协会会长、来自格伦斯福尔斯（Glens Falls）的斯科特·墨菲（Scott Murphy）。另外5位候选人中已经确认身份的包括萨拉托加县民主党主席拉里·布尔曼（Larry Bulman），前纽约游骑兵守门员迈克·里克特（Mike Richter），格林县柯萨奇镇监督员亚历克斯·贝特基（Alex Betke），以及曾于2008年参选第二十一国会选区联邦众议员，但最终未能获提名的特雷西·布鲁克斯（Tracey Brooks）。

### 第三党
根据纽约州的法律和惯例，两个或多个符合资格的纽约州政党可以推举同一候选人参选。纽约保守党于2月9日宣布跨党支持泰迪斯科，工作家庭党则于2月17日表态支持墨菲。3月1日，第二十国会选区最大的第三党派独立党表态支持墨菲。这也是该选区独立党首次支持民主党候选人。
纽约自由党主席埃里克·桑德沃尔（Eric Sundwall）成为该党候选人。但由于他的竞选团队收集到的6730个支持者签名中有3786个经裁定无效，桑德沃尔的名字于3月25日从竞争人选名单上去除。根据州选举法，国会议员的独立候选人必须收集到至少3500个有效支持者签名才能参选。萨拉托加县有两位居民对桑德沃尔能够获得超过6000个签名提出质疑，面对失去参选资格的结果，桑德沃尔认为这是泰迪斯科从中作梗，为此他表态支持墨菲。认定无效的签名绝大多数是因为选民所留的是邮件地址，而非实际生活地址。桑德沃尔失去资格后，还有些之前寄出的选票逐渐发回表示支持他，但都成了无效票。3月27日，桑德沃尔宣布自己会在选举中投票支持墨菲，并号召支持者跟进。

## 竞选
各方竞选团队达成协议，一共举行4场辩论。首次辩论于3月2日在墨菲和泰迪斯科之间举行。第二场辩论由电视台和《联合时报》（Times Union）赞助，于3月19日在墨菲和自由党候选人埃里克·桑德沃尔之间展开。吉姆·泰迪斯科没有出席第二场辩论，他召集市政厅会议，声称桑德沃尔和墨菲之间的辩论不属各方之前同意举行的四场辩论之列。第三场辩论于3月23日举行，最后一场则是在3月26日举行。
民主、共和两党的战略家都认为，这场选举的结果相当于是对“总统奥巴马经济政策的全民公投”。共和党全国委员会主席迈克尔·斯蒂尔（Michael Steele）表示，这场特别选举是共和党必须取胜的三场“至关重要”的选举之一。共和党将这场选举视为党内头等大事，斯蒂尔、前纽约州州长乔治·保陶基、联邦众议院少数党领袖约翰·博纳，以及前众议院议长纽特·金里奇都在帮泰迪斯科筹款。斯蒂尔两次到访第二十国会选区。民主党一方则有联邦参议员陆天娜则通过竞选广告和预录电话为墨菲摇旗呐喊，另一位参议员查克·舒默帮助墨菲筹资。总统奥巴马在距选举还有不到一周时向众多支持者群发邮件，正式表态支持墨菲，还敦促支持者们组织起来投票支持墨菲。3月25日，副总统乔·拜登录制的一段无线电广告公布，拜登在录音中表示支持墨菲。民主党全国委员会主席蒂姆·凯恩也在同一天向500余位党派主要捐助者发送电子邮件，请他们为墨菲的选举慷慨解囊。。

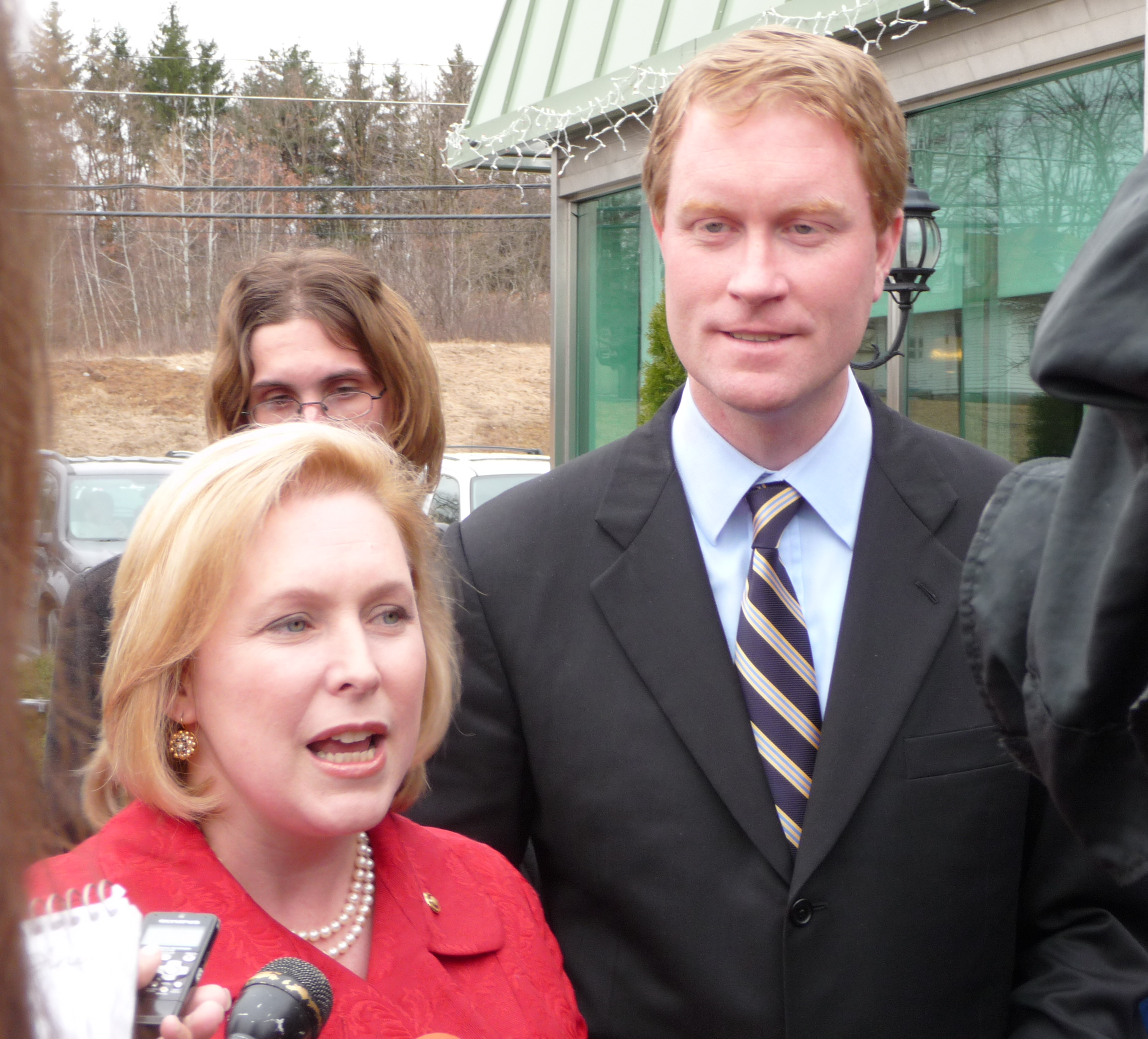
2009年3月29日，斯科特·墨菲和联邦参议员陆天娜在一处竞选场地拍下的照片。

共和党全国委员会以泰迪斯科的名义花费了10万美元竞选经费。民主党国会竞选委员会花费了15万美元，另外服务业雇员国际工会也为墨菲投入了31万5000美元。纽约州教师联合会致电其成员，呼吁他们支持墨菲；美国生命权委员会、共和党全国信托以及纽约州步枪和手枪协会购买广告并发送邮件支持泰迪斯科。
每位候选人都有通过指出对手的缺点或失误来贬低对方。共和党人指出，墨菲曾于20世纪90年代创办计算机软件公司，但却没有在该公司初创期间缴税，共和党还将此事与奥马巴政府提名的3名重量级人选没有缴清税款联系起来。全国共和党国会委员会宣称，墨菲没有在2000年总统大选中投票，而且也没有在2000至2003年的另外7场初选或普选中投票，泰迪斯科于是提请选民注意，墨菲已经多次没有在常规选举中投票。面对民调结果中支持率下降的情况，泰迪斯科认为全国共和党国会委员会抹黑对手的竞选活动对自己造成不利影响，因此他宣布自己会从委员会手中接过竞选广告的主控权。
泰迪斯科起初拒绝透露自己对总统奥巴马的美国复苏与再投资法案的态度，墨菲在竞选第一个月主要是针对此事展开批评。3月16日，泰迪斯科终于表态反对该法案，墨菲于是这样回应：“花了整整一个多月时间后，州议员泰迪斯科终于承诺自己会投‘反对’了，这真让人感到羞耻”。墨菲的竞选团队还称，泰迪斯科就是奥尔巴尼的职业政客。
随次贷危机爆发而陷入困局的保险业巨头美国国际集团以及其他多家公司都因问题资产救助计划受益，到了3月中旬，该计划中一项旨在刺激经济的规定成为竞选议题。泰迪斯科反对这项规定，并因此受到墨菲的批评，他于是援引美国国际集团奖金风波来为自己辩护。3月19日，泰迪斯科要求财政部长蒂莫西·F·盖特纳因这一风波辞职谢罪。墨菲对此回应称，这一系列的经济刺激计划对提高就业率来说是必不可少的。

### 媒体背书
2009年3月22日，阿尔斯特县县城金斯顿（Kingston）的《自由人日报》（Daily Freeman）宣布：“即将到来的第二十国会选区特别选举无疑是对奥巴马经济刺激计划的全民公投”，并为支持计划的墨菲背书。次日，波启浦夕的《波启浦夕学报》（Poughkeepsie Journal）表示“要在任何政治团体中保持坦城和反对的声音，防止多数派误入歧途”，并为泰迪斯科背书。3月26日，沃伦县格伦斯福尔斯（Glens Falls）的《纪事报》（The Chronicle）为吉姆·泰迪斯科背书，称他不算“理想……（但还是）更为优秀的候选人”。《纽约邮报》也在这天为泰迪斯科背书，称他“对这个总体偏保守的选区来说远较（墨菲）合适”。2009年3月29日，《联合时报》虽然在报道中对泰迪斯科在建立纽约州学校税收救助计划的过程中所发挥的作用、以及他对设立物业税上限的支持表示认可，但还是表态支持民主党候选人，因为他“会与奥巴马先生合作来实现目标”。同日，《明星邮报》表示国会需要“经验丰厚、办事有效的议员”，因此为泰迪斯科背书。《萨拉托加人》（The Saratogian）也在这天表态支持泰迪斯科，对他的“公共服务、经验和政治哲学”、以及对待雇员自由选择法案的立场深感钦佩。《特洛伊记录》（Troy Record）也在29日为泰迪斯科背书，称这位共和党候选人“以往的纪录足以让他成为华盛顿的坚实制衡”。

### 民调
| 民调来源        | 调查日期    | 斯科特·墨菲（D） | 吉姆·泰迪斯科（R） | 埃里克·桑德沃尔（L） |
| --------------- | ----------- | --------------- | ----------------- | ------------------- |
| 锡耶纳研究所    | 3月25至26日 | 47%             | 43%               | 2%                  |
| 锡耶纳研究所    | 3月9至10日  | 41%             | 45%               | 1%                  |
| 本尼森战略集团‡ | 2月24至25日 | 37%             | 44%               | 4%                  |
| 锡耶纳研究所    | 2月18至19日 | 34%             | 46%               | 不適用              |
| 公众意见战略†   | 2月3至4日   | 29%             | 50%               | 不適用              |

†经泰迪斯科的竞选阵营和全国共和党国会委员会委托

民调结果，蓝色线条代表墨菲，红色线条代表泰迪斯科，黄色线条代表桑德沃尔。

‡经民主党国会竞选委员会委托

## 选举
所有选区的选票全部递交后，经初步统计，墨菲在共计超过15万票中以约60票的优势领先。哥伦比亚县选举委员会于次日对结果做出修正，墨菲的领先幅度降至25票。此后几天裡，选举结果在两位候选人之间摇摆不定，纽约州选举委员会一度宣布选举以平局收场，两党候选人各获7万7225票。到了4月12日，泰迪斯科又以12票领先，为此他于4月5日辞去州众议院少数党领袖职务，准备接手国会工作，布莱恩·科尔布（Brian Kolb）也在次日接替泰迪斯科的少数党领袖一职。4月7日，泰迪斯科的领先优势扩大到97票。如此之小的差距意味着选举结果将由缺席选票决定。
在纽约州共和党的呈请下，法院发出禁制令，扣押了所有选票和缺席选票的信封。根据法院命令，缺席选票不能在各选区分别计数，而需在统一地点计数。发给选民的缺席选票共有1万份，其中有6000份寄回。所有寄至美国本土及阿拉斯加州范围内的缺席选票必须在4月7日前回到纽约州才会纳入有效票，而海外领地（包括军事领地）的选票截止日期则延长到4月13日，这一日期实际上是在联邦司法部起诉纽约州后延长的，司法部要求给予海外公民应有的机会来行使投票权。纽约最高法院因此接受墨菲竞选阵营的请求，裁定缺席选票的统计时间从4月7日推迟到4月8日。
统计期间，有约600份缺席选票的合法性出现争议，参议员陆天娜的选票也在其中。到了4月23日，墨菲已以401票的优势再度领先，泰迪斯科则在次日承认落败。墨菲于4月29日宣誓就职。正式结果于5月公布，墨菲以8万零833票赢得选举，占有效选票总数的50.23%，比对手泰迪斯科的8万零107票（49.77%）只多了726票。
| 非正式结果 | 非正式结果  | 非正式结果    | 非正式结果 |
| 日期       | 斯科特·墨菲 | 吉姆·泰迪斯科 | 差距       |
| ---------- | ----------- | ------------- | ---------- |
| 4月3日     | 77,225      | 77,225        | 0          |
| 4月6日     | 76,817      | 76,914        | 97         |
| 4月7日     | 77,017      | 77,034        | 17         |
| 4月8日     | 77,018      | 77,035        | 17         |
| 4月9日     | 76,992      | 77,060        | 68         |
| 4月10日    | 77,773      | 77,727        | 46         |
| 4月13日    | 77,907      | 77,882        | 25         |
| 4月14日    | 77,982      | 77,935        | 47         |
| 4月15日    | 79,105      | 79,019        | 86         |
| 4月16日    | 79,452      | 79,274        | 178        |
| 4月17日    | 79,839      | 79,566        | 273        |
| 4月23日    | 80,368      | 79,967        | 401        |

| 各县正式结果 | 各县正式结果 | 各县正式结果  |
| 县           | 斯科特·墨菲  | 吉姆·泰迪斯科 |
| ------------ | ------------ | ------------- |
| 哥伦比亚县   | 9,161        | 6,852         |
| 特拉华县     | 3,506        | 3,509         |
| 达奇斯县     | 10,019       | 9,304         |
| 艾塞克斯县   | 1,375        | 1,101         |
| 格林县       | 4,607        | 5,724         |
| 奥齐戈县     | 1,084        | 1,147         |
| 伦斯勒县     | 7,837        | 8,293         |
| 萨拉托加县   | 26,290       | 31,066        |
| 沃伦县       | 9,323        | 7,298         |
| 华盛顿县     | 7,631        | 5,813         |

| 政党   | 政党       | 候选人        | 票数                 | %     | ± |
| ------ | ---------- | ------------- | -------------------- | ----- | - |
|        | 民主党     | 斯科特·墨菲   | 70,240               |       |   |
|        | 纽约独立党 | 斯科特·墨菲   | 6,754                |       |   |
|        | 工作家庭党 | 斯科特·墨菲   | 3,839                |       |   |
|        | 总计       | 斯科特·墨菲   | 80,833               | 50.23 |   |
|        | 共和党     | 吉姆·泰迪斯科 | 68,775               |       |   |
|        | 纽约保守党 | 吉姆·泰迪斯科 | 11,332               |       |   |
|        | 总计       | 吉姆·泰迪斯科 | 80,107               | 49.77 |   |
| 多数票 | 多数票     | 多数票        | 726                  |       |   |
| 投票率 | 投票率     | 投票率        | 160,940              |       |   |
|        | 民主党维持 | 民主党维持    | 与上次选举得票率之差 | −11.9 |   |

## 余波
《联合时报》发文称，墨菲的胜利源自奥巴马赢得2008年总统大选的西瓜效应。《纽约时报》认为，墨菲明确表态支持经济刺激计划，泰迪斯科则迟迟没有表明立场，这也对结果产生了影响。还有报道指出，泰迪斯科“对经济刺激法案犹豫不决”，并且还出现指控称他是通过操纵选举才成为共和党候选人，这都对他产生不利影响。《华尔街日报》发表社论，称有关“奥尔巴尔野心家”的评论、以及在竞选中抹黑对手的做法都损害了泰迪斯科的政治形象。民主党人立即将这场失败视为突破口，希望能乘胜追击，夺取泰迪斯科的州议会席位。
墨菲在宣誓就职当天聘请竞选经理托德·舒尔特（Todd Schulte）担任幕僚长。他还请来州长帕特森的其中一位助手玛吉·麦克科恩（Maggie McKeon）出任通信主任一职。对于选区主任一职，墨菲选择的是共和党人罗布·肖尔茨（Rob Scholz），后者则为墨菲的竞选出谋划策，并得到萨拉托加县民主党委员会主席拉里·布尔曼的赞誉。赢得选举后的一个月内，墨菲已在萨拉托加斯普林斯和哥伦比亚县的哈德森（Hudson）开设办事处。余下的任期接近尾声时，墨菲竞选连任，但在2010年11月2日的选举中不敌退役美国陆军上校克里斯·吉布森。

## 扩展阅读
- Bazile, Dan. . Albany, New York: ZLS Publishing. 2010. ISBN 978-0-9845986-3-2.